# Theloderma
A Theloderma a kétéltűek (Amphibia) osztályába, a békák (Anura) rendjébe és az evezőbékafélék (Rhacophoridae) családjába tartozó nem. 

## Előfordulásuk
A nembe tartozó fajok Kelet- és Délkelet-Ázsiában honosak. 

## Taxonómiai helyzete
A Theloderma testvércsoportja a Nyctixalus. Ennek a nemnek és a Nyctixalus nemnek a taxonómiai helyzete egy ideig bizonytalan volt. Ma mind az AmphibiaWeb, mind az Amphibian Species of the World érvényes nemként ismeri el mindkettőt.
A Phrynoderma nemet Taylor 1962-ben a Theloderma szinonímájaként sorolta be.

## Rendszerezés
A nembe az alábbi fajok tartoznak:
- Theloderma albopunctatum (Liu & Hu, 1962)
- Theloderma annae Nguyen, Pham, Nguyen, Ngo, and Ziegler, 2016
- Theloderma asperum (Boulenger, 1886)
- Theloderma auratum Poyarkov, Kropachev, Gogoleva, and Orlov, 2018
- Theloderma baibengense (Jiang, Fei, & Huang, 2009)
- Theloderma bicolor (Bourret, 1937)
- Theloderma corticale (Boulenger, 1903)
- Theloderma gordoni Taylor, 1962
- Theloderma horridum (Boulenger, 1903)
- Theloderma lacustrinum Sivongxay, Davankham, Phimmachak, Phoumixay, and Stuart, 2016
- Theloderma laeve (Smith, 1924)
- Theloderma lateriticum Bain, Nguyen, & Doan, 2009
- Theloderma leporosum Tschudi, 1838
- Theloderma licin McLeod & Norhayati, 2007
- Theloderma moloch (Annandale, 1912)
- Theloderma nagalandense Orlov, Dutta, Ghate, & Kent, 2006
- Theloderma nebulosum Rowley, Le, Hoang, Dau, & Cao, 2011
- Theloderma palliatum Rowley, Le, Hoang, Dau, & Cao, 2011
- Theloderma petilum (Stuart & Heatwole, 2004)
- Theloderma phrynoderma (Ahl, 1927)
- Theloderma pyaukkya Dever, 2017
- Theloderma rhododiscus (Liu & Hu, 1962)
- Theloderma ryabovi Orlov, Dutta, Ghate, & Kent, 2006
- Theloderma stellatum Taylor, 1962
- Theloderma truongsonense (Orlov & Ho, 2005)
- Theloderma vietnamense Poyarkov, Orlov, Moiseeva, Pawangkhanant, Ruangsuwan, Vassilieva, Galoyan, Nguyen, and Gogoleva, 2015